# Carlos de Montúfar
Carlos de Montúfar y Larrea-Zurbano, né le 2 novembre 1780 à Quito en Équateur (alors en Vice-royauté de Nouvelle-Grenade), mort le 31 juillet 1816 à Buga en Colombie (alors Provinces-Unies de Nouvelle-Grenade) est un noble créole et militaire, considéré comme l'un des libérateurs de l'Équateur dans son combat pour l'indépendance. Surnommé « El Caudillo », il combat aux côtés de Simón Bolívar.

## Biographie
Carlos de Montúfar est le troisième fils de Juan Pío Montúfar (es), 2e marquis de Selva Alegre (es), et de Teresa de Larrea y Villavicencio. Son père est une personne clef du mouvement indépendantiste équatorien (de) qui anime Quito entre 1809 et 1812, et par là un des précurseurs de l'indépendance de l'Équateur.
Il étudie la philosophie et les Humanités à l'université Saint-Thomas-d'Aquin (es)[Laquelle ?], dont il sort diplômé en 1800. En 1802 il rencontre le naturaliste Alexander von Humboldt et le botaniste Aimé Bonpland, dont l'expédition scientifique les a menés à Quito. Carlos de Montúfar, alors âgé de vingt-et-un ans, entretient d'emblée une relation privilégiée avec Humboldt, et il accompagne par la suite les deux scientifiques pendant toute la suite de leur expédition, parcourant les territoires des États d'aujourd'hui, Équateur, Pérou, Mexique, États-Unis et Cuba, et les accompagne lors de leur retour en Europe. De Paris, où il assiste au sacre de Napoléon Ier, Humboldt regagne Berlin, et Carlos de Montúfar rejoint l'Espagne.
La grande proximité entre Alexander von Humboldt et Carlos de Montúfar a été fortement critiquée par le botaniste Francisco José de Caldas, base des rumeurs de l'homosexualité de Humboldt.